# アレクサンドル・リトビネンコ
アレクサンドル・ヴァリテロヴィチ・リトヴィネンコ（リトビネンコ、ロシア語: Алекса́ндр Ва́льтерович Литвине́нко、ラテン文字転写の例：Alexander Valterovich Litvinenko、1962年8月30日 - 2006年11月23日）は、ソ連国家保安委員会（KGB）、ロシア連邦保安庁（FSB）の元職員。最終階級は中佐。
後に英国に亡命してロシアに対する反体制活動家、ライターとなったが、2006年11月に元KGB職員アンドレイ・ルゴボイらによって毒殺された。なお死の直前にイスラム教に改宗している。

## 経歴
1962年にソビエト連邦のヴォロネジに生まれた。1980年、中学校卒業後、ソビエト連邦軍に応召。
1988年からKGBの防諜部門に勤務。ソビエト連邦の崩壊に伴い、その継承国となったロシア連邦で1991年からロシア保安省（MB）、ロシア連邦防諜庁（FSK）、FSBの中央機構で勤務。テロと組織犯罪への対策を専門とした。1994年に妻マリーナと結婚し、のちに一男をもうけた。1997年、FSB組織犯罪組織工作・活動阻止局の先任作戦職員、第7課副課長。
1998年11月、局の同僚7人と共に記者会見を開き、1997年11月に局長で少将のエフゲニー・ホホリコフと大佐のアレクサンドル・カムイシュニコフの二人に、ボリス・ベレゾフスキーとミハイル・トレパシュキンの暗殺を口頭で指示されたが、命令を拒否したと発表した。また彼は、FSBの一部幹部職員が政治的脅迫や契約殺人（つまり殺し屋）などの犯罪活動にFSBを利用していると告発した。それ以来、彼は脅迫を受けるようになった。未亡人のマリーナによると、当時FSB長官だったウラジーミル・プーチンに直訴したが関心を示さなかったため、やむを得ず記者会見に踏み切ったという。
1999年3月、権限踰越の容疑で逮捕され、首都モスクワのレフォルトヴォ拘置所に収監。同年11月、無罪となったが、無罪判決の言い渡し直後にFSB職員により別件逮捕され、ブトゥイルスカヤ刑務所に収監。2000年、犯罪構成要件の不在により裁判は停止されたが、3度目の刑事告発が行われた。今度は、出国しないという条件の下で釈放された。
2000年11月1日に彼は、政治的弾圧を非難して、ロシアからトルコ経由でイギリスに亡命した。このため、4度目の刑事告発が行われ、2002年、欠席裁判において禁固3年半（執行猶予1年）の判決が下された。2006年10月にイギリスの市民権を得た彼は、ロシアのプーチン政権と、チェチェンに対するロシア政府の対応を徹底的に批判する。
2002年に Yuri Felshinsky, Geoffrey Andrewsとの共著『Blowing Up Russia: Terror From Within』を刊行。そのなかで彼は、「1999年にモスクワなどロシア国内3都市で発生し、300人近い死者を出したロシア高層アパート連続爆破事件は、チェチェン独立派武装勢力のテロとされたが、 実は第2次チェチェン侵攻の口実を得ようとしていたプーチンを権力の座に押し上げるためFSBが仕組んだ偽装テロだった」と証言した。「リャザン事件」を参照。
また同年の著作『ルビヤンカの犯罪集団』（Gang from Lubyanka, Лубянская преступная группировка）では、プーチンがFSB時代に自ら組織犯罪に手を染めていたと暴露した。 
2003年にはオーストラリアのテレビ局の取材に対し、モスクワ劇場占拠事件の疑問点を指摘し、犯行グループの内2人はFSBの工作員だった可能性を指摘した。
彼は、FSBでの活動に多くの経験をもつ一人であるため、プーチンに対する彼の批判をよく思わない敵がいるモスクワからの手配者リストに載っているとされていた。加えて、ロシア内務省の特殊部隊「ヴィチャージ」（2008年に第604特殊任務センターに再編）の射撃訓練で、彼の顔写真を標的に使っていたことが、イギリスの報道等で発覚している。

### 中毒死事件
2006年11月1日の夜、リトビネンコは自宅で突如体調を悪化させ、11月3日には地元の病院に収容された。当初は胃腸炎と診断されたが、症状は悪化を続け、リトビネンコは毒を盛られたと主張した。11月17日、リトビネンコは集中治療のため英国首都ロンドン中心部の大病院に転院した。当時はタリウムによる中毒が疑われていたが、その後の数日で尿サンプルから放射性物質ポロニウム210が検出され、毒物が特定された。11月23日、リトビネンコは急性放射線症候群により集中治療室で死亡した。44歳没。
異変が起こった11月1日中、リトビネンコはロンドンのミレニアム・ホテル内のバーで元KGB職員アンドレイ・ルゴボイおよびドミトリー・コフトンと会っており、それ以前にはピカデリーサーカス周辺の寿司店「itsu」でイタリア人の研究者マリオ・スカラメッラと昼食をとっていた。
11月19日、イギリスのマスコミは、タリウム中毒が疑われプーチン政権による毒殺未遂の可能性が濃いと報道した。ロンドン警視庁（スコットランドヤード）の対テロ捜査部門は、毒殺が企てられたものとして捜査を開始。11月22日病院側は，毒物はタリウム以外の放射性物質であると発表した。面会相手のマリオ・スカラメッラは事件後、武器密輸と国家機密漏洩の罪状で、イタリアのナポリの空港で逮捕された。ロシア大統領府副報道官のペシコフは、「リトビネンコの毒殺未遂事件にロシア政府が関与するなどあり得ない。全くばかげたことだ」 と反駁した。
11月24日のBBC放送は、彼の体内から、ウランの100億倍の比放射能を有する放射性物質のポロニウム210が大量に検出されたと報じた。ポロニウム210が体内に取り込まれた場合、アルファー線を被曝することになる。大量のポロニウム210を人工的に作るには、原子力施設など大がかりな設備が必要とされる。英外務省は同日、駐英ロシア大使のフェドトフを通じ、事件関連情報の提供をロシア政府に要求した。
25日付の英紙『タイムズ』は、英国内務省の防諜機関で国内の治安を担当する情報局保安部（MI5/SS）と英国外務省の対外諜報機関：情報局秘密情報部（MI6/SIS）も捜査に加わったと報道。同紙は、「動機、手段、機会の全てがFSBの関与を物語っている」 と指摘した。捜査当局は同日、リトビネンコの自宅と彼が事件当日に紅茶を飲んだといわれるロンドン市内のホテルと寿司屋を捜索し、この3カ所で放射性物質の痕跡を確認。英内務省と健康保護庁は緊急ホットラインを設け、寿司屋やホテルのバーを利用した市民に放射線を探知するための尿検査を受けるよう呼びかけた。中には日本人観光客らも被害を受けた可能性があるとも報じられた。
ロンドン警視庁は27日、プーチンと敵対し英国に亡命しているロシアの政商ベレゾフスキーの事務所から、ポロニウム210の痕跡が検出されたと発表した。
29日付のロシア紙『イズベスチヤ』は、リトビネンコが核物質密輸を行っていた可能性があると報じた。
11月29日、英国の航空会社ブリティッシュ・エアウェイズは、欧州便22機から、少量の放射線反応があったことを発表、10月25日以降の合計221便に搭乗した合計3万3000人余りに対し、保健省緊急窓口への連絡を要請した。便名は自社のウェブサイトで公表している。
11月25日、プーチンを糾弾する内容のリトビネンコの遺書が公表された。
2007年1月に、リトビネンコの中毒死事件を題材にした映画をジョニー・デップがプロデュースし、制作すると報じられた。
2007年5月に、カンヌ国際映画祭にアンドレイ・ネクラーソフのドキュメンタリー映画『暗殺・リトビネンコ事件』が出品された。

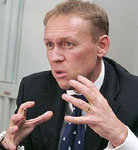
アンドレイ・ルゴボイ

イギリス警察当局は、2007年1月20日リトビネンコ毒殺の容疑者を確認したと発表する。5月22日に主犯とされる旧ソ連国家保安委員会（KGB）の元職員アンドレイ・ルゴボイを殺人罪で告発し、ロシア政府に対し身柄引き渡しを求めた。これに対しロシア側は2007年7月5日に憲法によりロシアの市民の受け渡しは出来ないとして拒否した。イギリスは抗議としてロシア外交官4人を国外追放するが、ロシアもその報復としてイギリス外交官を4人追放した（ペルソナ・ノン・グラータ）。このように、イギリス側は殺害されたとの見方を固めているが、ロシア側が拒否するという状況が続いている。
容疑者とされたルゴボイは、2007年12月2日に行われたロシア下院議員選挙に極右のロシア自由民主党からの立候補、同党比例代表として名簿2位として登載され、同党が得票率制限を超えて議席を獲得しており、当選を決めた。

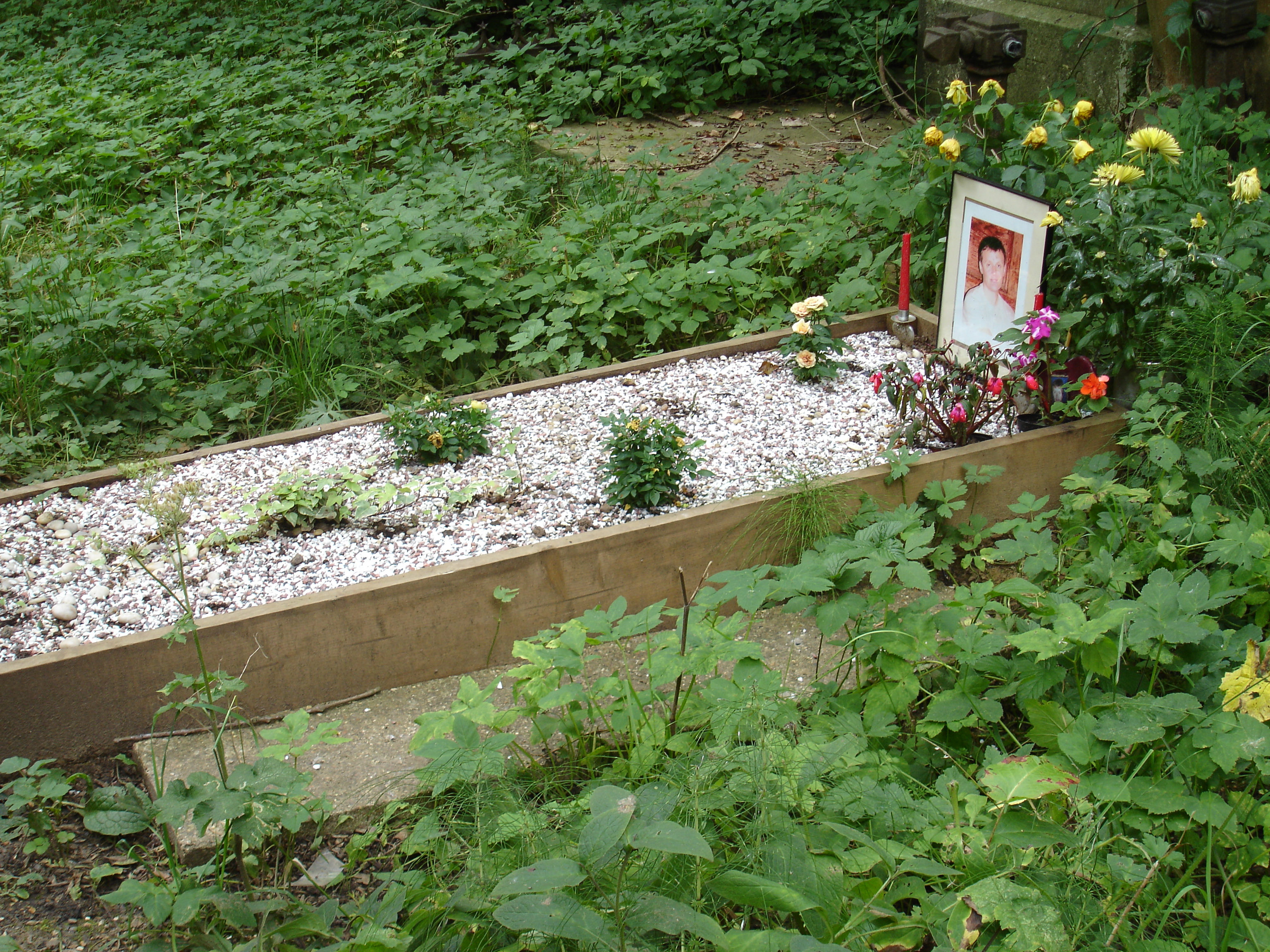
リトビネンコの墓

2014年に英国政府はリトヴィネンコの遺族の訴えに応じて、事件に対する第三者による調査委員会を設置した。調査委員会は80人以上の関係者から話を聞くなどして調査を進め、2016年1月21日、およそ220ページに上る報告書をまとめ公表した。調査報告書中で、調査委員会は「殺害の計画は、おそらくウラジーミル・プーチン大統領によって承認された」として、プーチンが関与した可能性があるという見方を示した。ロシア連邦政府は英国の調査報告書について反発し、ロシア外務省のザハロワ報道官が、「刑事事件が政治問題化され、英露間の雰囲気を悪化させる」と反駁した。事件に関与した容疑で英国政府が身柄引き渡しを要求したアンドレイ・ルゴボイ下院議員も「調査報告はばかげており、いつものロシアのイメージを傷つけるキャンペーンだ。イギリスは、リトビネンコ氏が死亡した本当の原因を解明しようとしていない」と述べて、調査報告書を批判した。
妻のマリーナはロンドンで声明を発表し、「夫の言葉が正しかったことが証明されたことに満足している」と述べ、今後も英国政府に対してロシアに強い姿勢で臨むよう訴えた。マリーナは事件についての著書『リトビネンコ暗殺』（邦訳は早川書房）を刊行した。

## 著書
- 『FSBがロシアを破壊する』2001年、米国ニューヨーク ※ユーリー・フェリシュチンスキーとの共著
- 『ルビヤンカの犯罪集団』2002年